# Luc Lemonnier
Pour les articles homonymes, voir Lemonnier.
Luc Lemonnier, né le 22 mai 1968 au Havre (Seine-Maritime), est un homme politique français, maire du Havre de 2017 à 2019.

## Biographie

### Situation personnelle
Luc Lemonnier passe une partie de son enfance à Creil.
Il est élève au collège Gabriel-Havez à Creil de 1979 à 1983. De retour au Havre, il passa un DUT des techniques de commercialisation à l'Institut universitaire de technologie du Havre puis est diplômé en 1992 de l'École nationale d'assurances (ENASS). C'est au sein de la compagnie maritime Maersk, au Havre, qu'il commence sa carrière. En décembre de la même année, il intègre la société MACSF, mutuelle d'assurances spécialisée dans les professions de la santé. Après la création d’une agence au Havre, il rejoint en 1997, l'agence de Rennes et devient responsable régional Bretagne jusqu’en 2003. 
En 2003, il choisit de revenir au Havre et s’associe à son père pour co-diriger le cabinet familial d’assurances AXA,,,,.
Luc Lemonnier a quatre enfants.

### Parcours politique
Candidat sur la liste d'Antoine Rufenacht en 2008, il n'est pas élu mais entre au conseil municipal en 2011 à la faveur d'une démission,. Il devient adjoint au maire, Édouard Philippe, en 2013. Il est réélu lors des élections municipales de 2014 sur la liste d'Édouard Philippe, dont il est le directeur de campagne, et devient premier adjoint.
En 2015, il est élu au conseil départemental de la Seine-Maritime (6e canton du Havre) en binôme avec Christelle Msica-Guerout . Il occupe les fonctions de vice-président (délégation des finances, du domaine départemental et du parc automobile). 
À la suite de la nomination d'Édouard Philippe comme Premier ministre, Luc Lemonnier est élu maire du Havre le 28 mai 2017,. Il lui succède également à la présidence de la communauté d'agglomération du Havre le 25 juin 2017 ainsi qu'au Pôle métropolitain de l'Estuaire de la Seine.
Il est membre de « La France audacieuse », mouvement lancé par Christian Estrosi au sein duquel il est chargé des adhérents et laboratoires citoyens. En janvier 2018, il exprime ses doutes quant au renouvellement de son adhésion à LR, indiquant ne pas avoir « de bons signes depuis la désignation de Laurent Wauquiez ».
Début 2019, France Bleu Normandie révèle que Luc Lemonnier est accusé d'avoir à plusieurs reprises envoyé des photos de lui nu dans une posture suggestive à des femmes sans leur consentement. La principale femme à l'origine de ces accusations écopera d'un rappel à la loi après avoir diffusé ces mêmes photos auprès d'élus. Le 21 mars 2019, il démissionne de son mandat de maire en raison de ce scandale,. Selon Le Monde, il a été poussé à la démission par Édouard Philippe. Le 25 mars 2019, il démissionne également de ses fonctions de vice-président et conseiller départemental de la Seine-Maritime.